# 27959 Fagioli
27959 Fagioli è un asteroide della fascia principale. Scoperto nel 1997, presenta un'orbita caratterizzata da un semiasse maggiore pari a 2,3519373 UA e da un'eccentricità di 0,0645182, inclinata di 6,62322° rispetto all'eclittica.
L'asteroide è dedicato all'astronomo italiano Giancarlo Fagioli.